# Oxypoda opaca
Oxypoda opaca es una especie de escarabajo del género Oxypoda, familia Staphylinidae. Fue descrita científicamente por Gravenhorst en 1802.
Se distribuye por Europa. Mide aproximadamente 3,5-4,5 milímetros de longitud. Se ha registrado en la hojarasca y en sustancias en descomposición.